# Lotus Esprit
O Lotus Esprit é um coupé esportivo da Lotus. Foi produzido em sua fábrica em Hethel no Reino Unido entre 1976 e 2004. Foi um dos primeiros desenhos poligonais de "papel dobrado" do estilista Giorgetto Giugiaro .

## O Esprit no cinema
O carro ficou famoso no cinema em duas aventuras de James Bond: The Spy Who Loved Me com o famoso Lotus submarino e For Your Eyes Only, ambos vividos por Roger Moore.
No filme Uma Linda Mulher, a Lotus aceitou a utilização do carro, após Ferrari e Porsche não aceitarem a oferta.